# Neuer Jüdischer Friedhof (Česká Lípa)

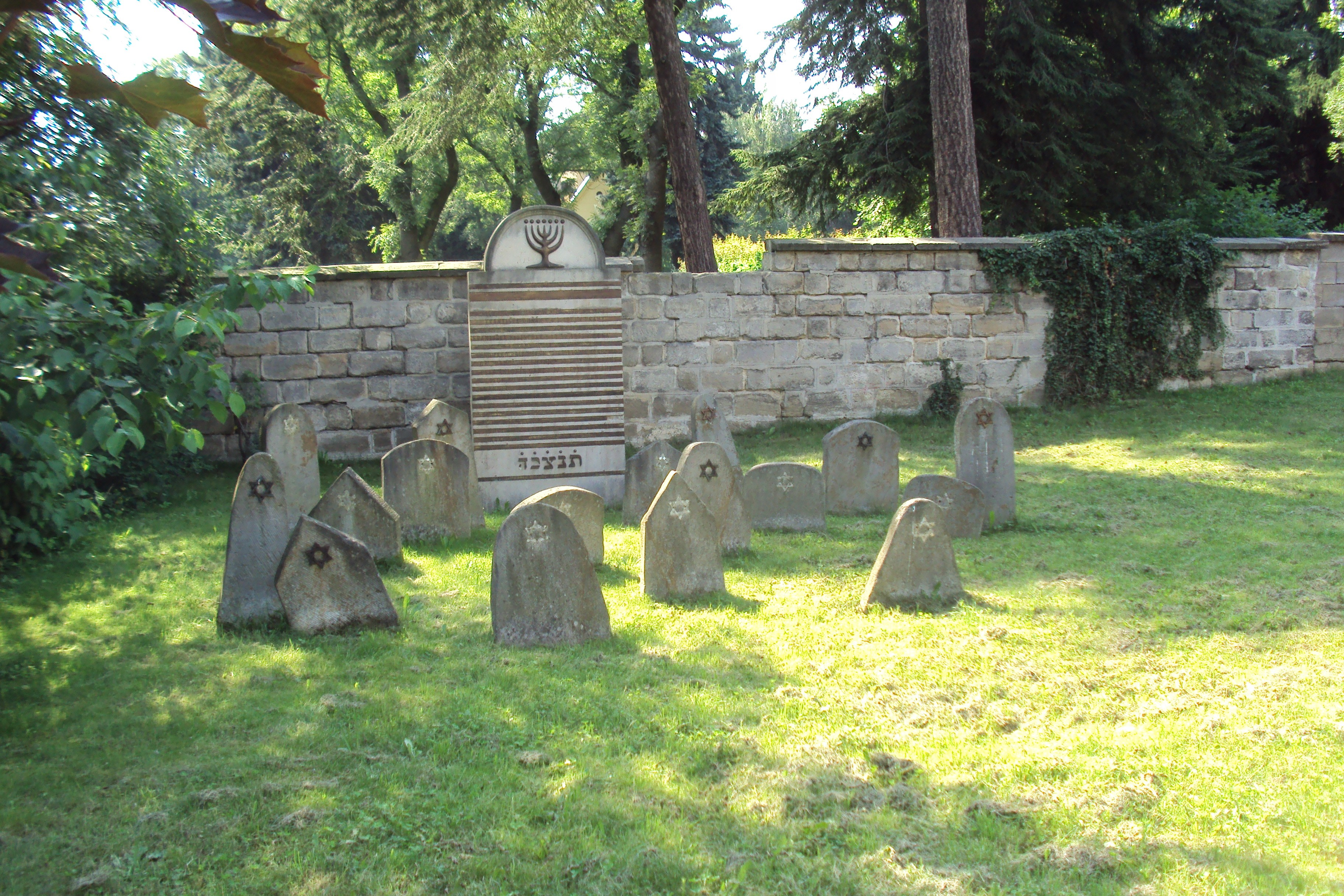
Neuer Jüdischer Friedhof in Česká Lípa – kleine Überreste an der Mauer auf dem Gelände der Schule

Der Neue Jüdische Friedhof in Česká Lípa (deutsch: Böhmisch Leipa) in Tschechien ist einer von zwei jüdischen Friedhöfen in der Stadt: der Alte Jüdischer Friedhof wurde 1905 mit dem Bau des Neuen Jüdischen Friedhofs geschlossen, der heute nicht mehr existiert.

## Geschichte
Überlegungen zur Errichtung eines neuen Friedhofs wurden bereits 1899 angestellt, die offizielle Abnahme des Friedhofs geschah jedoch nach einigen Verzögerungen erst im November 1905. Er befindet sich in der Nähe des städtischen Friedhofs. Im Gebrauch war der Friedhof bis zum Ausbruch des Zweiten Weltkrieges, danach fanden wieder Begräbnisse statt, der letzte 1962. 1983 wurde der Friedhof beseitigt und auf dem Friedhofsgelände wurde eine Schule erbaut.
Auf dem Friedhof wurden auch 17 jüdische Häftlinge begraben, die sich ab April 1945  auf dem Todesmarsch aus dem KZ-Außenlager Schwarzheide in Brandenburg mit dem ursprünglichen Ziel KZ Theresienstadt befanden. Ein Teil der Häftlinge wurde in Eisenbahnwaggons nach Česká Lípa gebracht, wo man nach zwei Tagen am 7. Mai 1945 17 gestorbene Häftlinge vorgefunden hat, die weiter in die südlich gelegene Gemeinde Sosnová transportiert wurden, wo sie in einem Wald begraben wurden. Sie wurden später zurück nach Česká Lípa überführt, wo sie am 10. Oktober 1945 auf dem Neuen Jüdischen Friedhof begraben wurden. Mit der Auflösung des Friedhofs verschwanden auch diese Gräber. Bei der Gemeinde Sosnová wie auch auf dem Gelände der heutigen Schule in Česká Lípa wurden später Gedenktafeln angebracht.